# Club des poètes
Le Club des poètes, fondé en 1961 par Jean-Pierre Rosnay, est un restaurant qui a pour thème la poésie situé rue de Bourgogne  dans le quartier des Invalides, dans le 7e arrondissement de Paris. Le Club des poètes est aussi une maison d'édition, sous le nom Éditions du Club des poètes.

## Histoire
Au début des années 1960, Jean-Pierre Rosnay présente des émissions poétiques à l'ORTF, intitulées Le Club des poètes, et commençant par la célèbre formule « Amis de la poésie, bonsoir! » ou parfois « Bonsoir amis, bonsoir! ».
Plusieurs fois censurées à cause d'un ton très libre, ces émissions "à éclipse" se sont prolongées pendant 25 ans. Éclectiques, d'un ton très libre et n'acceptant aucune hiérarchie établie, ses émissions proposaient aussi bien des poèmes d'humour, des fables pour les enfants, des poèmes classiques, des poèmes mis en musique ou dits à plusieurs voix, des auteurs classiques, célèbres ou injustement méconnus (Louis Emié, Yvan Goll, Saint-Pol-Roux, etc).
Parallèlement, en 1961, Jean-Pierre Rosnay aidé de sa muse et épouse "Tsou" (Marcelle Moustacchi ) fonde un cabaret, le Club des poètes, qui se veut le prolongement local de ses émissions. Il est d'abord fréquenté par des proches de Jean-Pierre Rosnay, comme Louis Aragon, René Char, Pablo Neruda ou son beau-frère Georges Moustaki. Rapidement le milieu de la poésie contemporaine française se rend au club, ainsi que certains artistes de sensibilité proche comme Georges Brassens, puis plus tard des poètes étrangers, tels Mahmoud Darwich (Palestine), Vinícius de Moraes (Brésil), Georges Schehadé (Liban), Octavio Paz (Mexique), Ma Desheng (Chine).
À la mort de Jean-Pierre Rosnay en 2009, le club est repris par son fils, Blaise Rosnay,.
Le restaurant est resté au nom de Marcelle Moustacchi (en affaire personnelle).

## Éditions du Club des poètes
Le Club des poètes a édité de nombreux auteurs de poésie depuis sa création. Poètes édités dans la Collection Club des poètes (liste non exhaustive) :
- Laureline Amanieux
- Georges Brassens
- Silvaine Arabo
- Ernest Moutoussamy
- Claude Pétey
- Jean-Pierre Rosnay
- Alexandre Sacha Putov
- Lucien Israël
- Guillaume Clifford
- Pierre-Édouard de la Coste Messelière
- Guy Pique
- Pierrick de Chermont
- Emmanuel Bégué
- Marie-Véronique Buntzly
- Samuel Devin
- Alizée Gau